# Sofia Asgatowna Gubaidulina

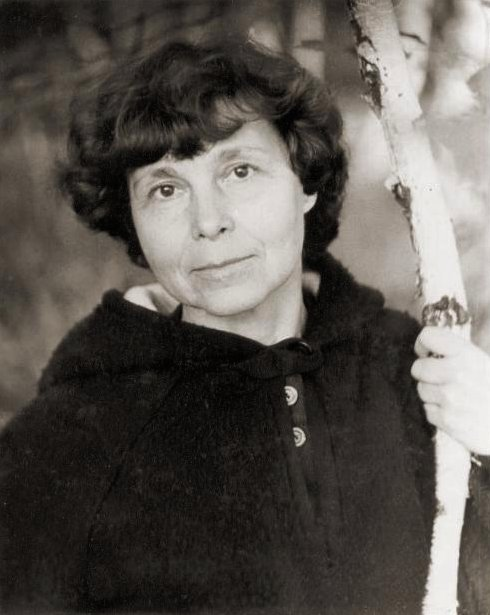
Sofia Gubaidulina in Sortawala, 1981

Sofia Asgatowna Gubaidulina (russisch София Асгатовна Губайдулина, wiss. Transliteration Sofija Asgatovna Gubajdulina, tatarisch Sofia Äsğät qızı Ğöbäydullina; * 24. Oktober 1931 in Tschistopol, Tatarische ASSR, Russische SFSR, Sowjetunion; † 13. März 2025 in Appen, Deutschland) war eine sowjetische bzw. russische Komponistin.

## Leben
Sofia Gubaidulina wurde in der Stadt Tschistopol in der Tatarischen Autonomen Sozialistischen Sowjetrepublik (heute Republik Tatarstan) in einer tatarisch-russischen Familie geboren. Ihr Vater, Asgat Masgudowitsch Gubaidulin, war Ingenieurgeodät. Die Mutter, Fedossija Fedorowna Gubaidulina, geb. Jelchowa, war Lehrerin. Der Großvater, Masgud Gubaidulin, war Mullah. Gubaidulina selbst bekannte sich zum Russisch-Orthodoxen Glauben; sie ließ sich im März 1970 russisch-orthodox taufen, die Pianistin Marija Judina war ihre Taufpatin. Sie war insgesamt dreimal verheiratet.
Im Jahre 1932 übersiedelte die Familie nach Kasan. Gubaidulina studierte Komposition und Klavier am Konservatorium von Kasan unter anderem bei Albert Leman sowie bei Grigori Kogan und führte nach dem Abschluss 1954 ihre Studien am Moskauer Konservatorium bis 1963 bei Juri Schaporin, Nikolai Peiko und Wissarion Schebalin fort. Als Studentin wurde sie mit einem Stalin-Stipendium ausgezeichnet. Während dieser Studien wurde ihre Musik als „pflichtvergessen“ bezeichnet, aber Dmitri Schostakowitsch ermutigte sie, ihren „Irrweg“ fortzusetzen.
In der Mitte der 1970er Jahre gründete Gubaidulina gemeinsam mit den Komponisten Viktor Suslin und Wjatscheslaw Artjomow das Ensemble Astreja, das auf Instrumenten der russischen Volksmusik improvisierte. In den sechziger und siebziger Jahren waren ihre Werke in der Sowjetunion verboten, weil ihre Musik nicht den Vorstellungen des Sozialistischen Realismus entsprach.
Ihr Erfolg im Westen wurde vor allem vom Geiger Gidon Kremer (später auch von Reinbert de Leeuw) unterstützt, der ihr erstes Violinkonzert Offertorium 1981 uraufführte. Seitdem gehört Sofia Gubaidulina zusammen mit Alfred Schnittke und Edisson Denissow zu den führenden, weltweit anerkannten Komponisten Russlands der Ära nach Schostakowitsch.
Im Jahr 2000 erhielt Gubaidulina gemeinsam mit Tan Dun, Osvaldo Golijov und Wolfgang Rihm von der Internationalen Bachakademie Stuttgart einen Kompositionsauftrag zum Projekt Passion 2000 (im Gedächtnis von J. S. Bach). Ihr Beitrag war eine Johannespassion. 2002 folgte die Komposition Johannes-Ostern. Beide Werke bilden ein Diptychon über Tod und Auferstehung Christi; das umfangreichste Werk Gubaidulinas. Das 2. Violinkonzert In tempus praesens ist Anne-Sophie Mutter gewidmet. 2003 war sie auf Einladung von Walter Fink die erste Frau, die beim jährlichen Komponistenporträt des Rheingau Musik Festivals auftrat.
Sofia Gubaidulina lebte seit 1992 in Deutschland und wohnte in Appen (Kreis Pinneberg). Sie war Mitglied der Akademie der Künste in Berlin, der Freien Akademie der Künste in Hamburg sowie der Königlich Schwedischen Musikakademie Stockholm sowie Ehrenmitglied der American Academy of Arts and Letters. Im Jahre 1990 wurde sie zum Mitglied des Komitees für Verleihung der Lenin-Preise ernannt. Im Jahre 1999 wurde sie in den Orden Pour le Mérite aufgenommen. Seit dem Jahre 2001 war sie Ehrenprofessorin des Konservatoriums von Kasan, seit 2005 auch an den Konservatorien von Peking und Tianjin.
2018 wurde sie aufgrund ihrer filmmusikalischen Arbeiten für den sowjetischen Spielfilm Vertikal aus dem Jahr 1967 und für den Schweizer Spielfilm Mary Queen of Scots aus dem Jahr 2013 in die Academy of Motion Picture Arts and Sciences berufen, die jährlich die Oscars vergibt.
David Geringas schrieb, dass ihre Musik für den „Zusammenhang des Rationalen und des Irrationalen“ stehe, diese stünden nicht nur nebeneinander, sondern seien oft im gleichen Moment ein und dasselbe. Darin gleiche ihre Musik der von Johann Sebastian Bach.

## Werke (Auswahl)
- Chaconne für Klavier (1963)
- Streichquartett Nr. 1 (1971)
- Fairytale Poem [Märchenpoem] für Orchester (1971)
- Detto II für Cello und dreizehn Instrumente (1972)
- Konzert für Fagott und tiefe Streicher (1975)
- Duosonate für zwei Fagotte (1977)
- Lamento für Tuba und Klavier (1977)
- De Profundis für Bajan solo (1978)
- Introitus für Klavier und Orchester (1978)
- In croce für Orgel und Cello (1979)
- Garten von Freuden und Traurigkeiten für Flöte, Viola und Harfe (1980)
- Offertorium, Violinkonzert, gewidmet Gidon Kremer (UA: 30. Mai 1981 in Wien)
- Freuet euch! Sonate für Violine und Cello (1981)
- Silenzio Fünf Stücke für Bajan, Violine und Cello (1981)
- Sieben Worte Jesu am Kreuz für Violoncello, Bajan und Streicher (1982)
- Quasi hoquetus für Viola, Fagott und Klavier (1984/85)
- Et Exspecto, Sonate für Bajan solo (1985)
- Sinfonie Stimmen ... verstummen ... (1986)
- Hommage à T.S. Eliot für Oktett und Sopran (1987)
- Streichquartett Nr. 2 (1987)
- Streichquartett Nr. 3 (1987)
- Streichtrio (1988)
- Sinfonie Alleluja (1990)
- Silenzio. Fünf Stücke für Bajan, Violine und Violoncello (1991)
- Jetzt immer Schnee. Fünf Stücke für Sprecher, Kammerensemble und Kammerchor nach Texten von Gennadi Aigi (1993)
- Streichquartett Nr. 4 (1993, mit Klang vom Tonband)
- Musik für Flöte, Streicher und Schlagzeug (1994)
- Aus den Visionen der Hildegard von Bingen für Contraalt solo (1994)
- Und das Fest ist in vollem Gang, Cellokonzert, David Geringas gewidmet (1994)
- Konzert für Viola und Orchester (1997)
- Der Sonnengesang für Violoncello, Chor, Schlagzeug und Celesta (1997, 1998 Uraufführung mit Mstislaw Rostropowitsch)
- Two Paths (Zwei Wege) – A Dedication to Mary and Martha (1999), für 2 Bratschen und Orchester. Fassung für 2 Violoncelli und Orchester von Johannes X. Schachtner (2014)
- Johannespassion (2000 in russischer Sprache)
- Johannes-Ostern (2001 in russischer Sprache)
- Im Zeichen des Skorpions. Variationen über sechs Hexachorde für Bajan und Orchester (2003)
- Am Rande des Abgrunds für sieben Violoncelli und zwei Waterphones (2003)
- In tempus praesens, 2. Violinkonzert, gewidmet Anne-Sophie Mutter (UA 2007 in Luzern)
- Glorious Percussion, Konzert für Schlagzeugensemble und Orchester (UA 2008)
- O komm, Heiliger Geist, Kantate für Sopran, Bass, Chor, Orchester (UA 2015 in Dresden, Ltg. Andres Mustonen)
- Über Liebe und Hass, neunteiliges Oratorium (UA 2016 in Tallinn)
- Tripelkonzert für Violine, Violoncello, Bajan und Orchester (UA 2017 in Boston)
- Der Zorn Gottes für Orchester (UA coronabedingt 2020 als gestreamtes Konzert in Wien, 2022 in Präsenz in Berlin)[10]

## Diskographie
- Werke für Kontrabass, Klavier und Bayan, 2013, Wergo WER 6760 2 (Note 1)
- "Violinkonzert Nr. 3, Dialog: Ich und Du", "Der Zorn Gottes", "Das Licht des Endes für Orchester", 2021, Deutsche Grammophon

## Auszeichnungen
- 1987: Musical Composition Prize – Prix de Monaco[11]
- 1989: Volkskünstler der RSFSR
- 1989: Koussevitzky International Record Award für die CD-Einspielung des Violinkonzerts „Offertorium“ (DG-427336-2)[12]
- 1990/91: Italienischer Kritikerpreis Premio Abbiati[13]
- 1992: Russischer Staatspreis
- 1993: Koussevitzky International Record Award für die CD-Einspielungen der Sinfonie „Stimmen… verstummen…“ (Chandos-9183)[12]
- 1995: Ludwig-Spohr-Preis der Stadt Braunschweig[14]
- 1997: Kulturpreis des Kreises Pinneberg
- 1998: Praemium Imperiale
- 1999: Léonie-Sonning-Musikpreis
- 1999: Preis der Stiftung Bibel und Kultur
- 1999: Orden Pour le Mérite
- 2000: Ehrenmedaille der Stockholmer Konzerthausstiftung in Gold
- 2001: Goethe-Medaille der Stadt Weimar
- 2001: Moskauer „Silenzio“-Preis
- 2002: Polar Music Prize
- 2002: Großes Verdienstkreuz des Verdienstordens der Bundesrepublik Deutschland
- 2005: Europäischer Preis für Komposition
- 2007: Russischer Kulturpreis „Triumph“
- 2007: Bach-Preis der Freien und Hansestadt Hamburg
- 2007: Ehrenpreis der Moskauer Regierung und des Internationalen Rats russischer Landsleute „Landsleute des Jahres – 2007“
- 2009: Großes Verdienstkreuz mit Stern des Verdienstordens der Bundesrepublik Deutschland
- 2009: Preis der Europäischen Kirchenmusik
- 2009: Doctor honoris causa der Yale University
- 2010: 6th Roche Commission (Kompositionsauftrag)[15]
- 2010: Orden der Freundschaft
- 2011: Ehrenmitglied der International Society for Contemporary Music ISCM[16]
- 2013: Leone d’oro (Biennale in Venedig)
- 2016: BBVA Foundation Frontiers of Knowledge Award
- 2017: Deutscher Musikautorenpreis (Lebenswerk)

## Dokumentarfilme
- Ein Schritt zu meiner Sehnsucht. Die Komponistin Sofia Gubaidulina. Dokumentarfilm, Deutschland, 1996, 60 Min., Buch und Regie: Klaus Voswinckel, Produktion: Klaus Voswinckel Filmproduktion, Bayerischer Rundfunk, SDR, Film-Informationen von ARD.
- Sophia. Biography of a Violin Concerto. Dokumentarfilm mit Sofia Gubaidulina und Anne-Sophie Mutter, Deutschland, 2011, 56 Min., Buch und Regie Jan Schmidt-Garre, Produktion: Naxos Deutschland GmbH, Verleih: ArtHaus Musik